# Matija Ljubek
Matija Ljubek (n. 22 noiembrie 1953, Belišće, cantonul Osijek-Baranja, Croația – d. 11 octombrie 2000, Valpovo, cantonul Osijek-Baranja, Croația) a fost un canoist ce a reprezentat Croația, medaliat olimpic. A participat la 4 ediții ale Jocurilor Olimpice (1976, 1980, 1984, 1988) în care a câștigat două medalii de aur, o medalie de argint și o medalie de bronz.